# طلال المشعل
طلال المشعل (عربی: طلال المشعل؛ زادهٔ ۷ ژوئن ۱۹۷۸) یک ورزشکار اهل عربستان سعودی است.
از باشگاه‌هایی که در آن بازی کرده‌است می‌توان به باشگاه فوتبال الرائد عربستان سعودی، باشگاه فوتبال النصر عربستان سعودی، باشگاه فوتبال الاتحاد، باشگاه فوتبال الاهلی عربستان سعودی، و تیم ملی فوتبال عربستان سعودی اشاره کرد.
وی همچنین در تیم ملی فوتبال عربستان بازی کرده است.